# Miss Thang
Miss Thang é o primeiro álbum de estúdio da cantora americana de R&B Monica. Foi lançado pela Rowdy Records e distribuído pela gravadora Arista Records em 18 de julho de 1995 nos Estados Unidos. Gravado em seus primeiros anos de adolescência, o álbum foi concebido sob a orientação do chefe da Rowdy, Dallas Austin, que emergiria como tutor e figura paterna de Monica e produtor executivo. O  álbum incorpora uma ampla gama de gêneros contemporâneos de meados da década de 1990, como Soul, Hip hop, R&B contemporâneo e Pop.
O álbum recebeu críticas positivas dos críticos de música, que elogiaram a versatilidade e a aparência madura de Monica, bem como o número eclético de músicas do álbum. Também se tornou um sucesso comercial, estreou no 36º lugar da Billboard 200 e alcançou o top 10 da Billboard R&B/Hip-Hop Albums nos Estados Unidos, onde foi certificado com disco de platina três vezes, pela Associação da Indústria de Gravação da América (RIAA) e vendeu mais de 3 milhões de cópias.[carece de fontes?]
Quatro singles foram lançados, incluindo o single de estreia "Don't Take It Personal", seguido de "Before You Walk Out of My Life", ambos fizeram de Monica a artista mais jovem de todos os tempos a ter dois sucessos consecutivos no topo da Billboard R&B/Hip-Hop Songs. O álbum teve mais dois singles, "Like This and Like That" e "Why I Love You So Much", alcançando também o top três no R&B/Hip-Hop Songs. Também lhe rendeu quatro indicações ao Soul Train Music Awards, além de indicações ao American Music Awards e ao Billboard Music Awards.

## Lista de Músicas
| N.º | Título                                                  | Produtores(as)     | Duração |  |
| 1.  | "Miss Thang"                                            | Dallas Austin      | 3:52    |  |
| 2.  | "Don't Take It Personal (Just One of Dem Days)"         | Austin             | 4:18    |  |
| 3.  | "Like This and Like That" (feat. Mr. Malik)             | Austin Colin Wolfe | 4:41    |  |
| 4.  | "Get Down"                                              | Tim & Bob          | 4:22    |  |
| 5.  | "With You"                                              | Tim & Bob          | 4:50    |  |
| 6.  | "Skate"                                                 | Wolfe              | 4:26    |  |
| 7.  | "Angel"                                                 | Arnold Hennings    | 4:44    |  |
| 8.  | "Woman in Me (Interlude)"                               | Tim & Bob          | 1:36    |  |
| 9.  | "Tell Me If You Still Care"                             | Tim & Bob Austin   | 4:45    |  |
| 10. | "Let's Straighten It Out" (feat. Usher)                 | Austin             | 4:25    |  |
| 11. | "Before You Walk Out of My Life"                        | Soulshock & Karlin | 4:53    |  |
| 12. | "Now I'm Gone"                                          | Tim & Bob          | 4:39    |  |
| 13. | "Why I Love You So Much"                                | Daryl Simmons      | 4:30    |  |
| 14. | "Never Can Say Goodbye"                                 | Hennings           | 5:02    |  |
| 15. | "Don't Take It Personal (Just One of Dem Days) (Remix)" | Austin             | 3:50    |  |
| 16. | "Forever Always"                                        | Hennings           | 4:40    |  |

| Faixa Bônus no Japão |           |                |         |  |
| N.º                  | Título    | Produtores(as) | Duração |  |
| 17.                  | "In Time" | Tim & Bob      | 4:35    |  |

Créditos de Sample
- "Don't Take It Personal (Just One of Dem Days)" tem elementos de "You're Gettin' a Little Too Smart" do The Detroit Emeralds, "Back Seat (of My Jeep)" do LL Cool J e "Bring the Noise" do Public Enemy.
- "Like This and Like That" tem elementos de "Spoonin' Rap" do Spoonie Gee.
- "Skate" tem elementos de "Cutie Pie" da banda One Way.
- "Tell Me If You Still Care" é um cover da S.O.S. Band, gravado em 1983.
- "Let's Straighten It Out" é um cover de Benny Latimore, gravado em 1974.
- O remix de "Don't Take It Personal (Just One of Dem Days)" tem elementos de "Don't Take It Personal" do Jermaine Jackson.

## Desempenho em Charts
| Chart (1995-1996)                 | Posição |
| --------------------------------- | ------- |
| Canadá Top Albums/CDs (RPM)       | 20      |
| Países Baixos Albums (MegaCharts) | 42      |
| Nova Zelândia Albums (RMNZ)       | 9       |
| Reino Unido R&B Albums (OCC)      | 24      |
| Billboard 200                     | 36      |
| Billboard Top R&B/Hip-Hop Albums  | 7       |

## Certificações
| País                  | Certificação | Vendas     |
| --------------------- | ------------ | ---------- |
| Canadá (Music Canada) | 1× Ouro      | 50,000^    |
| Estados Unidos (RIAA) | 3× Platina   | 3,000,000^ |